# Julian Derstroff
Julian-Maurice Derstroff (Zweibrücken, 5 gennaio 1992) è un calciatore tedesco, attaccante del Magonza II.

## Caratteristiche tecniche
È un'ala sinistra.

## Carriera

### Club
Cresciuto nelle giovanili del Kaiserslautern, debutta in prima squadra l'11 febbraio 2012 subentrando a Konstantinos Fortounis, nel match perso per 2-0 contro il Bayern Monaco. L'11 aprile realizza il suo primo gol fra i professionisti, nel match perso contro il Bayer Leverkusen.
Successivamente viene ceduto al Borussia Dortmund che lo aggrega alla seconda squadra. Giocherà con discreta continuità per 2 stagioni, prima di essere ceduto al Magonza, dove con la seconda squadra realizzerà 12 gol in 35 partite, risultandone il capocannoniere.
Il primo luglio 2016 passa al Sandhausen, squadra militante in 2. Bundesliga. Rimane per 2 stagioni, per poi firmare con il Jahn Ratisbona. Dopo aver collezionato 15 presenze in 2 stagioni, lascia il club e si trasferisce nell'Hallescher in 3. Liga.

### Nazionale
Nel settembre del 2012 viene convocato dalla nazionale Under-20 tedesca con la quale debutta il 9 settembre nel match pareggiato per 2-2 contro la Polonia. Trova la sua prima rete nel suo ultimo match giocato con la nazionale, nella vittoria per 2-3 contro la Svizzera.

## Statistiche

### Presenze e reti nei club
Statistiche aggiornate al 24 maggio 2022.
| Stagione                    | Squadra                     | Campionato                  | Campionato | Campionato | Coppe nazionali | Coppe nazionali | Coppe nazionali | Coppe europee | Coppe europee | Coppe europee | Altre coppe | Altre coppe | Altre coppe | Totale | Totale |
| Stagione                    | Squadra                     | Comp                        | Pres       | Reti       | Comp            | Pres            | Reti            | Comp          | Pres          | Reti          | Comp        | Pres        | Reti        | Pres   | Reti   |
| --------------------------- | --------------------------- | --------------------------- | ---------- | ---------- | --------------- | --------------- | --------------- | ------------- | ------------- | ------------- | ----------- | ----------- | ----------- | ------ | ------ |
| 2011-2012                   | Kaiserslautern              | BL                          | 12         | 1          | CG              | -               | -               | -             | -             | -             | -           | -           | -           | 12     | 1      |
| 2012-2013                   | Kaiserslautern              | 2L                          | 7          | 0          | CG              | 1               | 0               | -             | -             | -             | -           | -           | -           | 8      | 1      |
| Totale Kaiserslautern       | Totale Kaiserslautern       | Totale Kaiserslautern       | 19         | 1          |                 | 1               | 0               |               | -             | -             |             | -           | -           | 20     | 1      |
| 2013-2014                   | Borussia Dortmund II        | 3L                          | 18         | 2          | CG              | -               | -               | -             | -             | -             | -           | -           | -           | 18     | 2      |
| 2014-2015                   | Borussia Dortmund II        | 3L                          | 27         | 6          | CG              | -               | -               | -             | -             | -             | -           | -           | -           | 27     | 6      |
| Totale Borussia Dortmund II | Totale Borussia Dortmund II | Totale Borussia Dortmund II | 45         | 8          |                 | -               | -               |               | -             | -             |             | -           | -           | 45     | 8      |
| 2015-2016                   | Magonza II                  | 3L                          | 35         | 12         | CG              | -               | -               | -             | -             | -             | -           | -           | -           | 35     | 12     |
| 2016-2017                   | Sandhausen                  | 2L                          | 10         | 1          | CG              | -               | -               | -             | -             | -             | -           | -           | -           | 10     | 1      |
| 2017-2018                   | Sandhausen                  | 2L                          | 18         | 1          | CG              | 1               | 0               | -             | -             | -             | -           | -           | -           | 19     | 1      |
| Totale Sandhausen           | Totale Sandhausen           | Totale Sandhausen           | 28         | 2          |                 | 1               | 0               |               | -             | -             |             | -           | -           | 29     | 2      |
| 2018-2019                   | Jahn Ratisbona              | 2L                          | 4          | 0          | CG              | 1               | 1               | -             | -             | -             | -           | -           | -           | 5      | 1      |
| 2019-2020                   | Jahn Ratisbona              | 2L                          | 11         | 0          | CG              | 0               | 0               | -             | -             | -             | -           | -           | -           | 11     | 0      |
| Totale Jahn Regensburg      | Totale Jahn Regensburg      | Totale Jahn Regensburg      | 15         | 0          |                 | 1               | 1               |               | -             | -             |             | -           | -           | 16     | 1      |
| 2020-2021                   | Hallescher                  | 3L                          | 36         | 8          | CG              | -               | -               | -             | -             | -             | -           | -           | -           | 0      | 0      |
| 2021-2022                   | Hallescher                  | 3L                          | 28         | 2          | CS              | 2               | 0               | -             | -             | -             | -           | -           | -           | 30     | 2      |
| Totale Hallescher           | Totale Hallescher           | Totale Hallescher           | 64         | 10         |                 | 2               | 0               |               | -             | -             |             | -           | -           | 66     | 10     |
| Totale carriera             | Totale carriera             | Totale carriera             | 206        | 33         |                 | 5               | 1               |               | -             | -             |             | -           | -           | 211    | 34     |